# نوریدگووک (مین)
نوریدگووک(به انگلیسی: Norridgewock) شهری در ایالت مین کشور ایالات متحده آمریکا است که جمعیت آن در سرشماری سال ۲۰۱۰ میلادی، ۱٬۴۳۸ نفر بوده‌است.